# オールソープ (ノーフォーク)
オールソープ (Alethorpe) は、イングランドのノーフォーク州にある中世集落の遺跡。リトル・スノアリングの小教区の中にある。リトル・スノアリングの南東に位置し、フェイクナムの町から南東に2マイル (3.2 km)ほど、ノリッジからは北西に23マイル (37 km)ほどの、A148の北側に位置している。この村は、ノーフォーク州において廃村となった200か所ほどの集落のひとつであり、16世紀には、おそらくは当時の領主が土地を囲い込んだために、人が住まなくなったものと思われる。歴史的文書においては「Althorp」という綴字で言及されることもある。

## 歴史
オールソープは、ドゥームズデイ・ブックでも言及されている。そこでオールソープは、「Althorp」という綴字で記録され、小さな集落で課税評価 0.6ゲルド (geld) とされていた。土地の所有者は、国王ウィリアム1世とされていた。1985年には、当地から、アングロ・サクソン時代末期の円形ブローチが発見された.。
オールソープは、『ノミナ・ヴィラルム』にも記載されている。 その調査においてオールソープは、1272年には30戸から成る村であったとされたが、1329年には納税者が12人おり、1332年には11人、1377年には12人と推移した。1496年には、一家の長、戸主に当たる者が10名いたことが記録されている。
この村は、16世紀に,おそらくは囲い込みの結果、放棄された。小教区の教会は、諸聖人に捧げられたもので、1552年には教会として使われていたが、1602年の時点では納屋に転用されており、修繕もままならない状態になってい。教会の敷地とされていた場所からは、1962年に教会の建物の遺構が出土した。
19世紀半ばの時点で、オールソープはギャロー・ハンドレッド (Gallow Hundred) の中でも極めて狭小な地域とされており、1869年には独立した小教区が置かれたものの、宗教儀礼などはフェイクナムと合併で運営されていた。当地の小教区は、その後、リトル・スノアリングの小教区に統合された。当地の小教区は、面積240エーカー (97 ha)ほどの農地であった。1869年の時点で、そこには1軒の農場があり、人口は4人であった。人口は、1891年に9人、1911年には再び減少して5人となっていた。

## 現代のオールソープ
現代の建物であるオールオープ・ホール (Alethorpe Hall)は、かつての村の跡地に建てられている。教会の跡には1本の木が立っている。おそらくは街路の痕跡か、住宅跡と思われる、低く、あまりはっきりしていない土塁が散在しており、ホールに付属して残されている燧石（フリント）で造られた納屋は、1677年に遡るものである。廃村跡から南東方向にあるA148沿いには、オールソープ・コテージズ (Alethorpe Cottages) と称される小規模なコテージの列がある。